# Бодянский, Вадим Лазаревич
Вади́м Ла́заревич Бодя́нский (6 октября 1919, Батуми — 6 апреля 1984, Москва) — советский арабист.

## Биография
В 1952 году окончил Московский институт востоковедения.
В 1952—1954 годах — заведующий аспирантурой МИВ, заведующий учебной частью МИВ.
В 1957 году — заместитель уполномоченного Совэкспортфильма в Индии.
В 1958—1984 годах — научный сотрудник Института востоковедения РАН.

## Научное наследие
Автор более 60 книг и статей по страноведению, в том числе о Бахрейне, Кувейте, Ливии, Объединённых Арабских Эмиратах, Саудовской Аравии и др.